# Michael Bond
Thomas Michael Bond (Newbury, 13 de enero de 1936-27 de junio de 2017) fue un autor británico. Es conocido sobre todo por una serie de historias de ficción para niños, protagonizadas por el personaje del oso Paddington. Se han vendido más de 35 millones de libros de Paddington en todo el mundo, y los personajes también han aparecido en una popular serie de películas (con Paddington y Paddington 2 hasta la fecha) y en la televisión. Su primer libro se publicó en 1958 y el último en 2017, un lapso de 59 años.

## Primeros años
Thomas Michael Bond nació el 13 de enero de 1926 en Newbury, Berkshire. Se crio en Reading, donde sus visitas a la estación de tren de Reading para ver pasar el Cornish Riviera Express iniciaron su amor por los trenes. Su padre era gerente de la oficina de correos. Se educó en el Presentation College de Reading. Su estancia allí fue infeliz. En noviembre de 2014 declaró a The Guardian que sus padres habían elegido el colegio "por la sencilla razón de que a su madre le gustaba el color de las americanas... no cometió muchos errores en la vida, pero ese fue uno de ellos". Abandonó los estudios a los 14 años, a pesar de los deseos de sus padres de que fuera a la universidad. La Segunda Guerra Mundial estaba en marcha y se puso a trabajar en el despacho de un abogado durante un año, y luego como ayudante de ingeniero en la BBC.
El 10 de febrero de 1943 Bond sobrevivió a un ataque aéreo en Reading. El edificio en el que trabajaba se derrumbó bajo él, matando a 41 personas e hiriendo a muchas más. Poco después se presentó como voluntario para el servicio de tripulación aérea en la Real Fuerza Aérea con 17 años, pero fue dado de baja tras comprobarse que sufría una enfermedad aérea aguda. Luego sirvió en el Regimiento de Middlesex del Ejército Británico hasta 1947.

## Carrera como autor
Bond empezó a escribir en 1945, cuando estaba destinado con el ejército en El Cairo, y vendió su primer relato corto a la revista London Opinion. Le pagaron siete guineas y pensó que "no le importaría ser escritor". Después de producir varias obras de teatro y relatos cortos, y de convertirse en cámara de televisión de la BBC (trabajó en Blue Peter durante un tiempo), su primer libro, A Bear Called Paddington, fue publicado por Collins en 1958. Barbara Ker Wilson leyó el borrador de una sola vez y llamó a Bond al número que le dieron. La pusieron en contacto con los estudios Lime Grove. Bond tuvo que decirle que no podía recibir llamadas en el trabajo.
Este fue el comienzo de la serie de libros de Bond que relatan las historias del oso Paddington, un oso del "Perú más oscuro", cuya tía Lucy lo envía a Inglaterra, llevando un tarro de mermelada. En el primer libro, la familia Brown encuentra al oso en la estación de Paddington y lo adopta, dándole el nombre de la estación. En 1965 Bond pudo dejar su trabajo en la BBC para trabajar a tiempo completo como escritor.
Las aventuras de Paddington han vendido más de 35 millones de libros, se han publicado en casi veinte países, en más de cuarenta idiomas, y han inspirado bandas de música pop, carreras de caballos, obras de teatro, globos aerostáticos, una película y adaptaciones para la televisión. Bond declaró en diciembre de 2007 que no tenía previsto continuar las aventuras del oso Paddington en más volúmenes, pero en abril de 2014 se informó de que ese otoño se publicaría un nuevo libro, titulado Amor de Paddington. En Paddington, una película de 2014 basada en los libros, Bond tuvo un cameo acreditado como el amable caballero.
Bond también escribió otra serie de libros para niños, en los que narraba las aventuras de una cobaya llamada Olga da Polga, que llevaba el nombre de la mascota de la familia Bond, así como la serie de televisión animada de la BBC The Herbs (1968). Bond también escribió historias de misterio culinario para adultos, protagonizadas por Monsieur Pamplemousse y su fiel sabueso Pommes Frites.
Bond escribió Reflection on the Passing of the Years poco después de cumplir 90 años. La obra fue leída por Sir David Attenborough, que también cumplió 90 años en 2016, en el servicio nacional de acción de gracias para conmemorar el 90.º cumpleaños de la Reina Isabel II en la Catedral de San Pablo en junio de 2016.
El 20 de junio de 2016, StudioCanal adquirió la franquicia de Paddington en su totalidad. A Bond se le permitió mantener los derechos de publicación de su serie, que licenció en abril de 2017 a HarperCollins para los próximos seis años.

## Escritor de televisión
Bond escribió dos cortometrajes para la BBC: Simon's Good Deed, que se emitió el 11 de octubre de 1955, y Napoleon's Day Out, emitido el 9 de abril de 1957. También escribió un episodio de la serie The World Our Stage, una adaptación del cuento "The Decoration" de Guy de Maupassant, que se emitió el 4 de enero de 1958.
Su trabajo televisivo más conocido es el de creador y guionista de las series infantiles de televisión The Herbs y The Adventures of Parsley, también para la BBC

## Honores
Bond fue nombrado Oficial de la Orden del Imperio Británico (OBE), por los servicios prestados a la literatura infantil, en los honores del cumpleaños de 1997 y Comandante de la Orden del Imperio Británico (CBE) en los honores del cumpleaños de 2015. El 6 de julio de 2007, la Universidad de Reading le concedió el título de doctor honoris causa.
El 10 de enero de 2018, GWR bautizó uno de sus trenes de la clase 800 con el nombre de "Michael Bond / Paddington Bear".

## Vida personal
Bond se casó dos veces: con Brenda Mary Johnson en 1950, de la que se separó en la década de 1970, y con Susan Marfrey Rogers en 1981. Tuvo dos hijos. Vivió en Londres, no lejos de la estación de Paddington, el lugar que inspiró muchos de sus libros.
Bond murió en Londres el 27 de junio de 2017, a la edad de 91 años. La causa de la muerte no ha sido revelada. La película Paddington 2 (2017) fue dedicada a su memoria. Está enterrado en el viejo cementerio de Paddington, cerca de donde vivía. El epitafio de su lápida dice: "Por favor, cuiden de este oso. Gracias".